# تجمعات بدو المسهل (غيل بن يمين)

تعديل مصدري - تعديل

تجمعات بدو المسهل هي إحدى قرى عزلة غيل بن يمين بمديرية غيل بن يمين التابعة لمحافظة حضرموت، بلغ تعداد سكانها 23 نسمة حسب تعداد اليمن لعام 2004.